# Sheldon Cooper
Sheldon Lee Cooper es un personaje de ficción de la serie estadounidense de CBS The Big Bang Theory y su spin-off precuela El joven Sheldon, interpretado por Jim Parsons e Iain Armitage, respectivamente (con Parsons ejerciendo como narrador en la segunda serie). Este personaje le valió a Parsons, entre otros, el Globo de Oro en la categoría al mejor actor en una serie de comedia o musical en el 2011 y el Premio Emmy al mejor actor en una serie de comedia en los años 2010, 2011, 2013 y 2014.
En The Big Bang Theory, Sheldon es presentado como un científico que ha consagrado su vida a la ciencia desde niño, consiguiendo resultados asombrosos gracias a su gran inteligencia, pues posee un CI de 187 y memoria eidética. Así, Sheldon tiene dos doctorados y dos maestrías con los que trabaja como físico teórico en el Instituto de Tecnología de California junto a sus compañeros Howard Wolowitz, Rajesh Ramayan Koothrappali y Leonard Hofstadter,su mejor amigo con quien comparte apartamento.
La infancia del personaje es el tema central de El joven Sheldon, en la que crece en el este de Texas con su familia como un niño prodigio.
Tiene un coeficiente intelectual de nivel genio de 187. En The Big Bang Theory, se dice que su cociente intelectual y el de Leonard suman 360, lo que significa que Leonard tiene un cociente intelectual de 173. En Young Sheldon, su madre dice que él tiene el mismo coeficiente intelectual como Albert Einstein y Stephen Hawking , aunque no se sabe que ninguno de ellos haya realizado una prueba de coeficiente intelectual. Sin embargo, muestra una falta fundamental de habilidades sociales, una tenue comprensión del humor y dificultad para reconocer la ironía y el sarcasmo en otras personas, aunque él mismo los emplea a menudo. Muestra un comportamiento muy idiosincrásico y una falta general de humildad, empatía y tolerancia. Estas características proporcionan la mayor parte del humor que lo involucra, a las que se les atribuye haberlo convertido en el personaje destacado del programa. 

## Características

### Personalidad
Su personalidad es difícil y está fuertemente caracterizada por la egolatría que le hace considerarse intelectualmente superior a todo ser que le rodea, de ese modo subestima a los ingenieros como "los Oompa Loompa de la ciencia" (en referencia a los obreros enanos de Willy Wonka), afirmando que la ingeniería "es la hermana menor retrasada de la física" y da por supuesto que ganará el Premio Nobel. Pese a su gran inteligencia, tiene serios problemas con tareas sencillas que se niega a reconocer, por ejemplo el ejercicio físico o el conducir un vehículo. Considera a Leonard, Penny y Rajesh sus tres mejores amigos mientras a Howard lo considera solamente "un conocido estimado".
Algunos han llegado a considerar que Sheldon Cooper padece síndrome de Asperger. Sin embargo, los creadores de la serie han negado que tenga síndrome de Asperger y dicen simplemente que "él es así". Sus amigos creen (a modo de broma) que probablemente se reproduce por mitosis, que algún día se comerá una gran cantidad de comida tailandesa y se dividirá en dos Sheldons (teoría de Howard) o que es la larva de su especie, que se convertirá en un capullo y saldrá como un Sheldon con exoesqueleto y alas (teoría de Leonard). Tiene, sin embargo, una gran admiración por la madre de Leonard (neuróloga y psiquiatra), a la que considera brillante en el área de las neurociencias y la actitud racional-científica, además de ser la única persona con la que se encuentra completamente cómodo, y la única mujer (exceptuando a Amy Farrah Fowler) con quien se ha besado (cabe señalar que ambas estaban ebrias y lo hicieron por sorpresa). Después de hacer una broma dice "¡Bazinga!" ("Vacilón" en un principio, posteriormente dice la palabra original "¡Bazinga!" en Hispanoamérica y "Zas en toda la boca" en España).
Rige su vida con programación de hábitos y horas, como dedicar una noche de la semana a cada tarea o afición, semana tras semana e igualmente con la cena o siempre ir al baño de 7:00 a 7:20 por las mañanas. Suele comer comida asiática en especial la comida tailandesa, aunque a veces prefiere las hamburguesas de Big Boy.

### Relaciones
En el episodio The Bozeman Reaction Sheldon afirma que Leonard, Rajesh y Penny han sido sus mejores amigos mientras que Howard ha sido un "muy apreciado conocido". Suele meterse con Howard por no tener un doctorado, entre otras cosas (en el episodio 21 de la 5.ª temporada, se da a entender que sabe y reconoce que Howard es bueno en su trabajo, pero que considera que la ingeniería no vale la pena); en otro episodio llama a los que trabajan en ingeniería (y por ende, a Howard) como los Oompa Loompa de la ciencia.
Cuando sus amigos rompen alguna de sus estrictas reglas se les asigna un strike. Al tener tres strikes quedan desterrados de su vida por un año a menos que realicen un curso impartido por él, al que se puede asistir a modalidad en línea. Esto pasó con Penny por lo que estuvieron los dos en una dura competencia para ver quien soportaba más. Penny gana al llamar a la madre de Sheldon. No tiene reparos en explicar punto por punto, siempre atendiendo a criterios físicos, los motivos que le llevan a sus decisiones u opiniones. Tiene una tensa relación con Leslie Winkle y se odian mutuamente.
No necesita a nadie con quien relacionarse, de hecho, afirma que todos le incordian y que comparte piso con Leonard por no poder costearse uno propio. En el fondo, es una persona cariñosa y amable que está dispuesto a ayudar a las personas que le importan (eso sí, con condiciones puestas por él la mayoría de las veces); aunque oculta esta personalidad mediante arrogancia y frialdad. Además, sus traumas infantiles hacen que a veces se porte como un niño pequeño (como cuando Leonard y Penny se pelean, haciendo que Sheldon recuerde las peleas de sus padres y volviéndose histérico). Tiene una relación tensa con su madre, ya que ella es una cristiana creyente y fundamentalista con cierta adicción a las bebidas gaseosas que a menudo se apoya en la religión para imponerse. Sheldon tiene predilección por su abuela y probablemente es el familiar al que más quiere y más próximo se siente.
Durante las primeras temporadas, Sheldon siempre caía en las bromas astutas de Wil Wheaton, imponiendo su ira con rabia. Su rabia hacia él se remonta a cuando Sheldon de niño pasó 12 horas en un autobús para ver a Wheaton, que finalmente no se presentó. Hasta la quinta temporada, mantuvieron varias discusiones, pero Wheaton le invita a una fiesta a su casa y le regala un muñeco firmado por él para hacer las paces, lo que hace que la rabia de Sheldon desaparezca, siendo así amigos.
Posteriormente se sabe lo que ocurrió con el ascensor de su piso: Leonard ajustó mal una ecuación química de un experimento y Sheldon le salvó la vida arrojando el experimento fallido al ascensor y sacando a Leonard de este, salvándole de la inminente explosión.
La apariencia de su piso no es como entonces la tenía. Disponía de dos sillas de camping, la televisión, la consola, y varias pizarras donde escribía sus apuntes sobre experimentos. Su apariencia en la ropa no ha variado ni un ápice desde hace años, continúa usando el mismo corte de pelo, y una camiseta de manga larga, por encima de ella una de manga corta, generalmente con un dibujo de superhéroes o investigaciones científicas, muy originales, y un pantalón largo estándar. Se sabe además que su anterior inquilino huyó de su piso, dejando un mensaje en la pared de su habitación: DIE SHELDON DIE (muere, Sheldon, muere).
Al final de la tercera temporada empezó su amistad con Amy Farrah Fowler, una chica que quedó con él por intervención de Howard y Raj. Desde entonces, fueron amigos (conocidos como los Shamy en una amalgama de Sheldon y Amy). Sin embargo, empezaron una relación como novios oficiales a partir del capítulo 10 de la quinta temporada. Para el fin de la quinta temporada ya podían darse la mano, mientras que en la sexta la incluye en su ficha de trabajo del instituto CalTech para que la llamen en caso de emergencia. En el episodio 15 de la siguiente temporada llega a besarla en una cita, luego de una acalorada discusión en un tren. Por último, al término de la octava temporada, en "La Determinación del Compromiso" la besa otra vez, y más tarde se revela implícitamente que estaba por proponerle matrimonio, cuando Amy le corta, diciendo que "necesita tomarse un tiempo". Once horas después, Sheldon va a ver a Amy para volver a hablar de su relación de nuevo pero lo habla en otro momento para ir a la casa de Howard y Benardette para ver a la boda de Leonard y Penny a través de Internet. Sin embargo Sheldon continua provocando a Amy siendo humillada e insultada, por lo que le dice que no necesita pensar más tiempo y oficialmente terminan su relación. Para la temporada 9, a partir de varios sucesos, tales como que Sheldon le pida a Raj y a Howard encontrar a una nueva pareja, Amy ya tuvo 6 citas con tres personas diferentes. Hasta que después de varios capítulos se reconcilian y en el capítulo 11 (día del cumpleaños de Amy y estreno de la película más nueva de Star Wars)  Sheldon decide ir al cumpleaños de su novia y darle como regalo una noche de intimidad. Mostrando así, una nueva fase de Sheldon.
Sheldon y Amy se casaron en el último capítulo de la temporada 11 ("The Bow Tie Asymmetry"), durante el cual se habló (por primera vez) de forma positiva sobre el padre de Sheldon (George Cooper Sr.) y se demostró la amistad entre Howard y Sheldon, dándole Howard un gran regalo de boda a su "ami-enemigo".
En su precuela El joven Sheldon, temporada 3 capítulo 12, menciona "La "bebida caliente de consuelo" se convertiría en mi mejor método para tratar con alguien con daño emocional. Y siempre funcionó. Salvo el día que mi esposa estaba dando a luz, donde me sugirieron que me la tirara a la cara", con ello se asume que Sheldon y Amy son padres. En la temporada 4, capítulo 1, menciona que el nombre de su hijo es Leonard Cooper.

### Creencias
Su madre inculcó desde su infancia la fe cristiana pero al volverse científico se inclinó hacia el agnosticismo, pues suele ignorar o expresar disgusto por las fiestas religiosas como la Navidad.
En el episodio titulado La incursión Zarnecki dice:

"¿Por qué me has abandonado deidad, de cuya existencia dudo…?".

Sin embargo, cuando estuvo en una competencia de bowling contra Wil Wheaton, al anotar un strike Sheldon grita:

"¡Gracias, Jesús!"

 reacción que, sin embargo, pareció haberle avergonzado.[cita requerida]

## Gustos

### Su número favorito
El 73 es su número favorito, dado que es el 21.er número primo, leído al revés es el 37 que es el 12.º número primo que leído al revés es 21 que es el resultado de multiplicar 7 × 3; 7³ es 343, capicúa; en sistema binario 73 es 1001001 y en sistema octal 73 es 111, en ambos casos también capicúa. A esto se le llamó la conjetura de Sheldon, es una prueba matemática de que 73 es el único primo de Sheldon.

### Cultura alternativa
Aunque fan de cómics en general, su superhéroe favorito es Flash. Es fanático de series de ciencia ficción como la cancelada Firefly y Battlestar Galactica, aunque su favorita es Star Trek, sin embargo detesta Babylon 5. En su afición por Star Trek opta por jugar a la modificación al juego tradicional "Piedra, papel o tijera" incluyendo las opciones Lagarto y Spock (variación de dicho juego creada por Sam Kass y Karen Bryla). Su personaje favorito en dicha serie es Spock, por lo que admira especialmente a Leonard Nimoy. Sin embargo, su actitud le ha llevado a tener órdenes de alejamiento de sus ídolos Stan Lee, Leonard Nimoy, Carl Sagan y Bill Nye.
Sheldon sabe perfectamente el idioma Klingon, el idioma nativo de las razas del mismo nombre, en Star Trek. Sheldon lleva esta afición un poco más allá, realizando partidas de juegos de mesa en este idioma. Por ejemplo, en algunos capítulos se les ve jugando al Boggle (una especie de Scrabble) en Klingon. En un capítulo aprende a hablar chino mandarín, mientras que en otro aprende finés.
Los videojuegos también son un pasatiempo de Sheldon, habitualmente juega al Wii Sports, él y sus amigos tienen un "equipo de bolos" y una "banda de rock" (cuando están jugando Rock Band). Los miércoles los dedica al videojuego Halo y algunas veces se le ve conectado en juegos MMORPG, como World of Warcraft y Age of Conan.
Aparentemente utiliza el sistema operativo GNU/Linux, del que usa varias distribuciones en un mismo disco duro, siendo Ubuntu su favorita. También utiliza Windows Vista y Windows 7, de este último parece estar disgustado porque es más sencillo de usar (user-friendly) que Windows Vista.
En la temporada número 4 se le ha visto con una Macbook Pro, lo cual se piensa que ha cambiado al Mac OS X.
En el capítulo 5 de la 2.ª temporada The Euclid Alternative revela que su color favorito para un auto es el azul pálido del sable de luz de Luke Skywalker antes de que fuese remasterizado digitalmente.
Durante la primera temporada se revela que ve la serie de ciencia ficción Doctor Who.

### Física
Sheldon defiende la teoría de cuerdas como modelo fundamental de la física, en contraposición a la teoría de la gravedad cuántica de bucles, defendida por Leslie Winkle. Sheldon y Leslie acentúan su rivalidad a partir de tal diferencia.  Otra postura que constantemente se observa en el personaje es su inclinación por la interpretación de los multiversos de la física cuántica, la misma que suele verse en aspectos en la Teoría M.
Ganó el premio Stevenson a los catorce años y medio, y también ha ganado el premio Canciller de ciencia.

### Psicología
En el capítulo The Friendship Algorithm Sheldon intenta diseñar un método para hacer amigos, por lo que realiza una prueba escrita a todos sus amigos, incluyendo a Penny. Dicha tabla fue modificado por Howard para ayudar a Sheldon. En dicho capítulo Sheldon le dice a Penny que para él "las ciencias sociales son farsas", no obstante en el capítulo The Gothowitz Deviation después de que Leonard logra entablar un noviazgo con Penny, Sheldon utiliza la psicología conductista de Edward Thorndike y B. F. Skinner  para intentar modificar aspectos del comportamiento de la novia de su amigo. Recurriendo al principio psicológico del condicionamiento operante, usa chocolate como refuerzo positivo cada vez que Penny actúa como él quiere, y asegurando que eran métodos científicamente comprobados. Esto hace suponer que Sheldon no considera a la psicología (o al menos a la psicología conductista) como ciencia social. Adicionalmente en The Apology Insufficiency cuando una agente del FBI (interpretada por Eliza Dushku) está entrevistando a Sheldon por referencias sobre Wolowitz para un trabajo, Sheldon asegura que Wolowitz tiene un "complejo de Edipo" no resuelto, un concepto propio del psicoanálisis.

### Deportes
El paintball es la única actividad física regular que practica, por supuesto siempre el mismo día de la semana; siempre quiere ser el líder y planear la estrategia del juego. Siempre acaba perdiendo y por consiguiente todo el equipo (aunque en un capítulo gana al sacrificarse -parodiando la muerte del Sargento Elías de la película Pelotón- por el equipo lo que provoca una dosis de moral al equipo y ganan). Tiene conocimientos sobre fútbol americano, debido a que su padre se lo explicaba cuando era pequeño y le llevaba a ver los partidos; pero no era de su mayor agrado llevarlo a cabo. Es, además, un buen jugador de bolos y en el manejo de la cometa.

## Libro

### La vida según Sheldon
La personalidad de Sheldon ha inspirado incluso un libro en el que se analiza su forma de ver el mundo llamado La vida según Sheldon. El libro incluye material como el horario semanal de Sheldon, el algoritmo de la amistad, el contrato de compañeros de piso, un Sheldonario con todas las referencias científicas y culturales de la serie y un apartado con sus citas más célebres.

## Infancia
La infancia del personaje es abordada en la precuela, El joven Sheldon.